# Terra Naomi

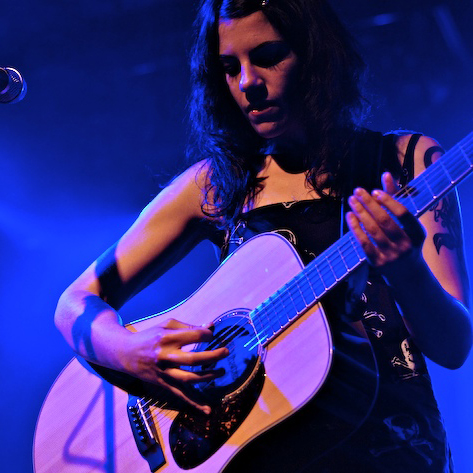
Terra Naomi, 2007

Terra Naomi (* 23. Juni 1979 in Saratoga Springs, New York) ist eine US-amerikanische Pop/Rock/Alternative/Indie-Sängerin, die vor allem durch das Video des Songs Say It's Possible, das 2006 auf YouTube veröffentlicht wurde, internationale Berühmtheit erlangte. Sie lebt in Los Angeles (Kalifornien), schreibt und singt ihre eigenen Songs und spielt Klavier und Gitarre.

## Biografie
Terra Naomi verbrachte die ersten Lebensjahre auf einer Farm in Saratoga Springs. Später zog ihre Familie nach Cleveland (Ohio), wo sie sechs Jahre verbrachten, bis sie sich endgültig in Schenectady (New York) niederließen, wo ihr Vater, ein Schönheitschirurg, aufgewachsen war. Ihre Mutter ist Sozialarbeiterin, und Terra Naomi hat zwei Brüder.

## Musikalische Karriere
Naomi erhielt Unterricht in klassischem Piano und Gesang im Interlochen Performing Arts Camp in Michigan und im Belvoir Terrace Fine & Performing Arts Camp for girls in Lenox (Michigan). Während dieser Zeit nahm sie auch am Aspen Opera Theatre Program teil. Nach dem College zog Terra Naomi nach New York City und begann eigene Songs zu schreiben. In dieser Zeit begann sie auch Gitarre zu spielen. Sie spielte sich durch verschiedene Clubs in Manhattan, darunter The Bitter End, The Sidewalk Cafe und The Living Room. Nach einer selbst organisierten Tour durch die USA im Jahr 2003, die in New York City ihren Anfang nahm und am Bumbershoot Festival in Seattle endete, ging Naomi nach Los Angeles, um mit dem Produzenten Paul Fox zusammenzuarbeiten. In den Jahren 2003, 2004 und 2005 unternahm sie Touren durch die USA und weitete mit steigender Bekanntheit ihre Touren international aus.
2006 begann Naomis Aufstieg durch YouTube. Sie veröffentlichte Videos ihrer Virtual Summer Tour, wobei sie Performances aus ihrem Apartment in Hollywood und Frage-Antwort-Videos mit dem Titel Ask a Wanna-be Rockstar online stellte. Ihr Video zum Song Say It's Possible wurde im Juni 2006 veröffentlicht. Viele User stellten daraufhin Hunderte von Cover-Versionen als Hommage an dieses Video online, auch unterstützt durch ein Video, in dem Naomi die nötigen Gitarrengriffe zeigte. Einige Fans übersetzten den Song ins Spanische, Italienische und Chinesische.
Durch ihren Erfolg als Online-Artist interessierten sich immer mehr Medien für sie, wie z. B. Reuters, Los Angeles Times, LA Weekly, Washington Post, salon.com und die britische Sunday Times. Ihr Song Clean schaffte es auf den Soundtrack des Films SherryBaby mit der Hauptdarstellerin Maggie Gyllenhaal. Ihre Lieder Say It’s Possible, Flesh For Bones und Go Quietly unterlegen die neue NBC-Reality-Show Junior Year Abroad.

### Vertrag
Im Herbst 2007 unterschrieb Terra Naomi einen Vertrag mit der Universal Music Publishing Group. Es folgte der Vertrag mit dem Major-Label Island Records.

## Diskografie
Die folgenden Veröffentlichungen wurden independent vermarktet:
- Terra Naomi (CD – 2002) – produziert von Terra Naomi und Chris Bertolotti
- Terra Naomi EP (CD – 2004) – produziert von Paul Fox
- 8-Track (nur digital – 2005) – produziert von Paul Fox
- Virtually (CD – 2006) – produziert von Paul Fox
- Under The Influence (CD – September 2007) – produziert von Paul Fox
- To know I'm ok (CD – 2011)
- Live & Unplugged (CD – 2012) – Livealbum

Die CD Virtually beinhaltet akustische Aufnahmen ihrer Virtual Summer Tour auf YouTube. Durch die vielen Anfragen von Usern kam es zu dieser Veröffentlichung von 1000 CDs. Im Juni 2007 wurde ihr offizielles Video zu Say it´s possible veröffentlicht. Für den Dreh wurden Menschen weltweit aufgefordert, ihr ein kurzes Video zu schicken, in dem sie ein kleines Schild halten, auf dem steht, was sie sich wünschen. Für das Album Under the Influence wurden die beiden Single-Auskopplungen Say it’s possible und Not sorry sowie weitere Songs, die auf youtube.com zu sehen sind, neu aufgenommen.